# Гай Рубрий Гал
Гай Рубрий Гал (на латински: Gaius Rubrius Gallus) е политик и сенатор на Римската империя през началото на 2 век.
Произлиза от плебейската фамилия Рубрии, която се появява по времето на Гай Гракх. Син е на генерал Рубрий Гал, императорски легат с преториански пълномощия (legatus Augusti pro praetore) в Мизия през 70 г.
През 101 г. Гай Рубрий Гал е суфектконсул.